# Ⲯ
Cette page contient des caractères spéciaux ou non latins. S’ils s’affichent mal (▯, ?, etc.), consultez la page d’aide Unicode.
Ne doit pas être confondu avec la lettre grecque Psi.
Ⲯ (minuscule : ⲯ), appelé psi, est une lettre de l’alphabet copte utilisée dans l’écriture du copte.

## Représentations informatiques
Le psi a été représenté avec les mêmes caractères que le psi grec jusqu’à la publication d’Unicode 4.1 en mars 2005, à partir de laquelle il est représenté avec des caractères qui lui sont propres. Il peut donc être représenté à l’aide des caractères (Grec et copte, Copte) suivants, :
| lettres   | représentations | chaînes de caractères | points de code | descriptions                 | note               |
| --------- | --------------- | --------------------- | -------------- | ---------------------------- | ------------------ |
| majuscule | Ψ               | Ψ                     | U+03A8         | lettre majuscule grecque psi | avant Unicode 4.1  |
| minuscule | ψ               | ψ                     | U+03C8         | lettre minuscule grecque psi | avant Unicode 4.1  |
| majuscule | Ⲯ               | Ⲯ                     | U+2CAE         | lettre majuscule copte psi   | depuis Unicode 4.1 |
| minuscule | ⲯ               | ⲯ                     | U+2CAF         | lettre minuscule copte psi   | depuis Unicode 4.1 |